# Аландская экспедиция (1809)
Аландская экспедиция — экспедиция русских войск предпринятая против Швеции 10—19 марта 1809 года, в ходе русско-шведской войны 1808—1809 годов.

## Предыстория
После взятия Або перед русскими войсками открылся путь на Аландские острова, которые служили перевалочным пунктом на пути из Швеции в Финляндию. кроме того, именно туда по льду отступили из Або шведские войска.  

## Десант Вуича
28 марта 1808 года егерский батальон Николая Вуича (25-й егерский полк) двигаясь по льду Ботнического залива взял под контроль город Аланд на островах и разрушил станцию оптического телеграфа, осуществляющую связь со шведским берегом. Под контроль были взяты и значительные склады. Затем он закрепился на острове Кумлинге. После вскрытия льда 26 апреля шведские суда прибыли к Кумлингу, и начальник шведского отряда требовал, чтобы Вуич сдался в плен с отрядом. У него было всего на Кумлинге не более 600 человек, против которых 3000 шведов и вооруженных поселян вышли в трех местах на берег с 9-ю орудиями и 28 апреля атаковали русский отряд. Несколько часов солдаты Вуича сражались храбро, но картечные выстрелы расстроили русские ряды, и егеря побежали в беспорядке в деревню, преследуемые шведами и вооруженными крестьянами. Тут еще продолжался несколько времени бой; наконец у русских закончились патроны. Отряд потерпел поражение, а Вуич попал в плен.  В начале мая русские потеряли Аландские острова

## Экспедиция Багратиона
В марте следующего 1809 года сменивший Буксгевдена генерал Кнорринг воспользовался тем, что от сильной стужи Ботнический залив покрылся прочным льдом, и двинулся к Аландским островам с весьма сильным корпусом войск. 
26 февраля (10 марта) 1809 года Петр Багратион начал выдвижение своих войск на остров Кумлинге, который был избран в качестве исходного района для наступления. Ко 2 (14) марта войска Багратиона полностью сосредоточились в указанном районе, а на следующий день перешли в наступление.
Начальствовавший неприятельские войсками генер. Дебельн, не считая возможным сопротивляться, отступил по льду к шведским берегам, оставив в руках русских войск богатые магазины и часть флотилии.

## Рейд Кульнева
Для преследования противника, отходившего к берегам Швеции, Багратион выделил конный отряд в 400 человек под командованием генерал-майора Якова Кульнева. 7 (19) марта отряд Кульнева вышел к берегам Швеции и стремительным ударом овладел городом Грислехамн в 80 км от Стокгольма. 

## Потери
Потери составили: 
- русские — 30 убитых и раненых (в том числе — 2 офицера);
- шведы — до 50 убитых и раненых (в том числе — 2 офицера), 2248 пленных (в том числе — 29 офицеров), 32 орудия (в том числе — 16 морских), 7 фальконетов, 1 знамя, 8 канонерских лодок, 138 транспортных судов.

## Итоги
После этого Аландские острова охранялись особым отрядом, пока по Фридрихсгамскому миру (5 сентября 1809 года) не были окончательно утверждены за Россией.
Для участников похода в Швецию по льду Ботнического залива выпущена специальная медаль с надписью «За переход на шведский берег»